# Psochodesmus crescentis
Psochodesmus crescentis är en mångfotingart som beskrevs av Cook 1896. Psochodesmus crescentis ingår i släktet Psochodesmus och familjen fingerdubbelfotingar. Inga underarter finns listade i Catalogue of Life.